# Aéroport international de Maputo
L'aéroport international de Maputo, ou « Lourenço Marques Airport » (code IATA : MPM • code OACI : FQMA) est un aéroport pour vols intérieurs et internationaux desservant Maputo, grande ville d'Afrique australe et capitale du Mozambique. Baignée par l'océan Indien, elle est située à 77 km de la frontière de l'Afrique du Sud. L'agglomération regroupe environ 2 millions d'habitants.

## Situation
L'aéroport est situé à 3 km au nord-ouest de Maputo.
| Île Bazaruto Beira Chimoio Inhambane Lichinga Nacala Nampula Pemba Quélimane Tete-Chingozi Vilanculos Maputo |

## Statistiques
Pour des raisons techniques, il est temporairement impossible d'afficher le graphique qui aurait dû être présenté ici.

Voir la requête brute et les sources sur Wikidata.

## Compagnies aériennes et destinations
La plupart des destinations desservies à partir de l'aéroport sont en Afrique, mais TAP Portugal exploite un service vers Lisbonne au Portugal, et Qatar Airways assure des vols vers Doha, via Johannesbourg.
| Compagnies              | Destinations |
| ----------------------- | --- |
| Airlink                 | Johannesbourg OR Tambo, Le Cap |
| Ethiopian Airlines      | Addis-Abeba Bole |
| FlySafair               | Johannesbourg OR Tambo |
| Kenya Airways           | Nairobi-J. Kenyatta |
| LAM Mozambique Airlines | - Beira, - Chimoio, - Dar es Salam-J. Nyerere, - Harare, - Inhambane, - Johannesbourg OR Tambo, - Lichinga, - Lisbonne-H. Delgado, - Lusaka, - Nacala, - Nairobi-J. Kenyatta, - Nampula, - Pemba, Mozambique, - Quélimane, - Tete/Chingozi, - Vilanculos, - Xai-Xai (Vila de Joao Belo) |
| Moçambique Expresso     | Beira, Tete/Chingozi |
| Qatar Airways           | Doha-Hamad |
| South African Airways   | Johannesbourg OR Tambo |
| TAAG Angola Airlines    | Luanda-Quatro de Fevereiro |
| TAP Air Portugal        | Lisbonne-H. Delgado |
| Turkish Airlines        | Istanbul |

Édité le 17/09/2019  Actualisé le 04/11/2023